# Rašković
Rašković (cyr. Рашковић) – wieś w Serbii, w okręgu szumadijskim, w gminie Knić. W 2011 roku liczyła 196 mieszkańców.